# Kunstkring het Zuiden

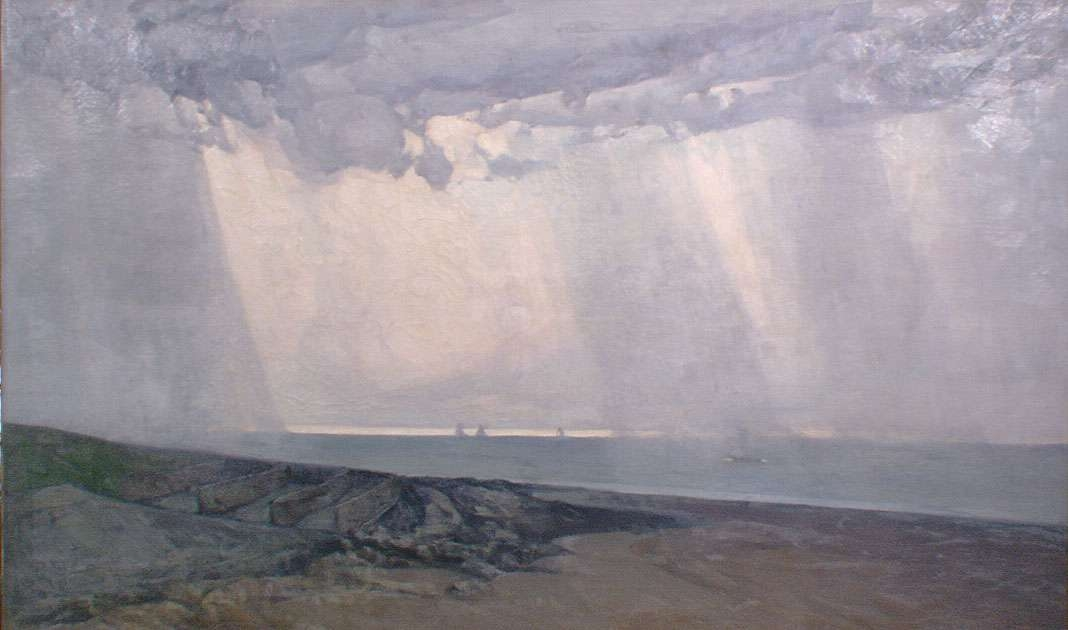
Donderbui boven Vlissingen, typerend voor 'Scheldeluminisme'. Collectie: Zeeuws maritiem muZEEum.

Kunstkring Het Zuiden is op 27 maart 1920 opgericht in Vlissingen op initiatief van de daar woonachtige Vlaamse kunstschilder Gerard Jacobs. Rondom Jacobs en de kunstkring ontstond een bescheiden stroming in de schilderkunst die 'Scheldeluminisme' wordt genoemd.

## Geschiedenis

### Ontstaan
De Antwerpse kunstschilder Gerard Jacobs vestigde zich in 1914 in Vlissingen. Hij was een van de duizenden Vlamingen die zich in deze stad vestigden op de vlucht voor de Eerste Wereldoorlog. Jacobs vond aanvankelijk aterlierruimte in Middelburg en in 1915 hield hij zijn eerste Vlissingse expositie in het Concertgebouw (nu Het Arsenaaltheater). Samen met de in 1919 benoemde burgemeester Carel Albert van Woelderen richtte Jacobs in 1920 kunstkring "Het Zuiden" op. Van Woelderen streefde niet alleen naar een economische opleving van Vlissingen maar wilde ook het culturele leven naar een hoger peil brengen. De vooruitstrevende burgemeester werd erevoorzitter van de kunstkring rondom Jacobs. Het houten badpaviljoen Juliana op Boulevard Evertsen werd door de gemeente verbouwd tot expositieruimte met tearoom waar in de zomer van 1920 de eerste groeptentoonstelling van kunstkring "Het Zuiden" werd gehouden. Naast werken van Jacobs hingen er onder meer schilderijen van zijn echtgenote Josephine Hendrickx, Willem Schütz, Gerard Bergsma, Louis Heijmans en Cor Ritsema. De leden van kunstkring "Het Zuiden" schilderden in een herkenbare stijl, dit in tegenstelling tot de kunstenaars die zich in Domburg hadden gevestigd en zich steeds meer toelegden op abstracte werken (o.a. Toorop en Van Doesburg). De eerste tentoonstelling werd een succes en het aantal leden van kunstkring "Het Zuiden" bleef uitbreiden. Zo trad in het eerste jaar ook architect Berlage tot de kunstkring toe. Kunstkring "Het Zuiden" kende in de jaren twintig van de twintigste eeuw een sterke bloeiperiode. In de jaren 1922 t/m 1924 werd het initiatief genomen om samen met de Limburgsche Kunstkring en 'Het 's-Hertogenbossche comité voor Kunsttentoonstellingen' tot een 'Zuidelijke Driejaarlijksche' te komen, een circuit van uitwisselingsexposities tussen de drie steden. Hiermee hoopte men een tegenwicht te kunnen bieden aan de geïsoleerdheid van 'het zuiden' ten opzichte van o.a. de grote kunststeden Amsterdam en Den Haag die vaak een geringschattende houding aannamen over 'kunst uit de provincie'. De drie exposities vonden plaats, maar kenden voor zover bekend geen vervolg meer met een nieuwe ronde. Tijdens de crisis van de jaren dertig kwam er een einde aan de bloeiperiode. Het aantal leden daalde drastisch en Vlissingen raakte zijn naam als Zeeuwse kunststad kwijt aan Veere.
De Tweede Wereldoorlog vormt een breuk in de bestaansgeschiedenis van de kunstkring. Aan de jaarlijkse tentoonstellingen in badpaviljoen Juliana kwam in 1940 een einde toen het houten bouwwerk tijdens een zware novemberstorm in zijn geheel door de wind werd opgenomen en ter hoogte van de Leeuwentrap versplinterde.
In 1942 werd kunstkring "Het Zuiden" ontbonden omdat de leden weigerden zich aan te sluiten bij de door de Duitse bezetters ingestelde Kultuurkamer.

### Naoorlogse periode (1946-1969)

Frans Maas, Landingsplaas bij laag water, de plaats waar in 1944 de geallieerden landden bij de bevrijding van Vlissingen. Collectie: Zeeuws maritiem muZEEum.

Na de Tweede Wereldoorlog werd de kunstkring in 1946 opnieuw opgericht. In 1948 nam de kunstkring een nieuwe expositieruimte en atelier in gebruik in het Stedelijk Museum aan het Vlissingse Bellamypark. De voorloorlogse leden van de kunstkring waren vrijwel allemaal verhuisd of overleden en kunstkring "Het Zuiden" bestond in de naoorlogse jaren voornamelijk uit leerlingen van Jacobs die in de Vlissingse volksmond 'Jacobsjes' werden genoemd. In tegenstelling tot de vooroorlogse jaren moesten Jacobs' leerlingen fors betalen voor de schilderlessen in zijn woning aan de Boulevard Evertsen. De jaren van de wederopbouw waren een slechte tijd voor kunstenaars en het geven van schildersles was Jacobs belangrijkste bron van inkomsten.
Jacobs leerde zijn leerlingen schilderen in zijn eigen luministische stijl met heldere tinten blauw, groen, oranje en paars; kleuren die volgens Jacobs typisch Walchers waren. Leden van de naoorlogse kunstkring "Het Zuiden", en veelal leerlingen van Jacobs, waren onder meer: J.C. den Broeder (1916-1968), Jan Willem Ditmar (1893-1978), H.J. Schoenmakers (1913-1995), Frans Maas (1903-1977) en Cees van der Burght (1930). In 1962 opende kunstkring "Het Zuiden" een schildersaterlier en beeldhouwwerkplaats in het voormalige gasthuis in de Hellebardierstraat. Frans Maas, H.J. Schoenmakers en de Vlissingse tekenleraar Frans Naerebout namen een steeds belangrijkere rol in de kunstkring in en Jacobs trok zich terug. In 1969 werd kunstkring "Het Zuiden" definitief opgeheven.